# 琴棒
琴棒，又名琴槌，是一種打击乐器所使用的敲擊工具，常用於旋律樂器如馬林巴、木琴、鐵琴、鐘琴、定音鼓，節奏樂器如泰來鑼、大鼓、木魚等樂器以使其發聲，多以木頭、藤或塑膠等材料製成。在用於打擊的一端製成圓球狀或裝上塑膠、木頭、鐵等材料製的小球，有少部分直接可以使用，但大部分會在圓球上裹以毛線、布料或羊毛氈。